# Heppen
Heppen ist ein Gemeindeteil von Bad Sassendorf im Kreis Soest, Nordrhein-Westfalen.

## Allgemein
Heppen ist ein weiträumiges, landwirtschaftlich geprägtes Dorf in der Soester Niederbörde. Es wird unterteilt in das Unterdorf und Oberdorf. Zum Dorf gehören die Einzelgehöfte „Kummerwie“ nördlich des Oberdorfs und „Schwanebrügge“ (ehem. Brennerei), ca. 1 km westlich des Dorfkerns gelegen, sowie die 1 km südlich gelegene „Stemecke“ (heute Klinikum Quellenhof).
Die Einwohner Heppens bezeichnet man als Hepper.

## Lage
Der Ort liegt 4 Kilometer nordöstlich der Kreisstadt Soest und nur 1,5 Kilometer nordwestlich vom Ortszentrum des Gemeindeorts Bad Sassendorf entfernt. Heppen wird im Norden von der ausgebauten Landesstraße 746 durchquert, die von Weslarn nach Soest führt und hier Weslarner Weg heißt. Außerdem verläuft hier die ebenfalls ausgebaute L 688 in West-Ost-Richtung.
Im Westen des Dorfs fließt die Schledde. Ihr Nebenbach Supbieke fließt komplett auf Hepper Gebiet.

## Name
Ob Heppen bereits um 850 in den Corveyer Traditionen als Heppiun genannt wird, ist strittig, aber etymologisch begründbar. Der Name ist offenbar alt und bedeutet nach neuerer Deutung etwa günstig, glücklich (vgl. engl.: „happy“), also wohl eine gute Siedlungsstelle.

## Geschichte
Älteste Funde deuten auf eine Besiedlung bereits während der Antike hin. Bei Ausgrabungen in den 1920er- und 1950er-Jahren wurden Reste einer Siedlung aus der römischen Kaiserzeit gefunden. Zu dieser Zeit lebten hier vermutlich die Marser. Mit Beginn des 8. Jahrhunderts drangen von der Lippe her die sächsischen Westfalen in die Region vor.
Seit dem Mittelalter war Heppen einer der wichtigsten Orte der Niederbörde und Gerichtsstandort. Die Freigrafschaft Heppen umfasste den gesamten nordöstlichen Teil der Soester Börde inklusive des wesentlich größeren Dorfes Weslarn.
Im Jahre 1369 verpfändete der Koadjutor und Verweser des Kölner Erzstiftes, Kuno von Falkenstein, als Landesherr des Herzogtums Westfalen, die Freigrafschaft an die Freie Hansestadt Soest. Die Gerichtsbarkeit wurde in Form von Femegerichten zunächst beibehalten.
Während der Soester Fehde von 1444 bis 1449 stand Heppen als einer der Hauptorte der Niederbörde treu an der Seite Soests. Dies führte dazu, dass kurkölnische Truppen mehrmals das Dorf niederbrannten. Durch die Fehde fiel Heppen wie die gesamte Soester Börde an die Grafschaft Mark. Soest und die Börde besaßen allerdings etliche Sonderrechte im märkischen Fürstentum. Zwar blieb Heppen zunächst Gerichtsort, allerdings lag die Gerichtsbarkeit nun komplett beim Magistrat von Soest. Kirchlich wurde Heppen der Soester Hohnekirche unterstellt.
Wie in fast allen Dörfern der Börde, fasste auch in Heppen die Reformation schnell Fuß. Allerdings ist hier die Geschichte recht lückenhaft, da einige der alten Kirchenbücher während des Dreißigjährigen Kriegs zerstört wurden. 1548 wurde die Kapelle St. Matthias in Heppen abgerissen. Hierzu gibt es diverse Gerüchte. Am glaubwürdigsten erscheint es, dass die lutherischen Herren der Hohnekirche zu Soest in Heppen heidnische bzw. „unbiblische“ Gotteshuldigungen befürchteten und den „Sündenhort“, also die Kapelle, schleifen ließen.
Anschließend verlor Heppen seine Bedeutung für die Niederbörde. Im 17. Jahrhundert war es Schauplatz mehrerer kleinerer Schlachten des Dreißigjährigen Kriegs und blieb auch von der Pest nicht verschont. 1666 kam es mit der Grafschaft Mark in den brandenburgischen Machtbereich und wurde dem Amt Borgeln-Schwefe zugeordnet.
Nach 1815 gehörte die Gemeinde Heppen zum preußischen Altkreis Soest. Mit der Gemeindereform wurde Heppen am 1. Juli 1969 ein Gemeindeteil der Großgemeinde Bad Sassendorf.

## Der Kulturraum
Heppen ist ein klassisches, verstreutes Haufendorf mit hofnahen Freiflächen.
Die Gemarkung Heppen weist eine Bodengütezahl von 72 auf. Heute noch ist das Dorf überwiegend landwirtschaftlich geprägt. Im Ober- und Unterdorf finden sich fast ausschließlich landwirtschaftliche Hofstellen, reine Wohngebäude gibt es nur sehr vereinzelt.
Die Ausprägung der Landwirtschaft hat sich jedoch stark verändert. Die noch vor 30 Jahren für die Börde typischen Zuckerrüben sind mit der Schließung der Soester Zuckerfabrik gänzlich verschwunden, die Rinder- und Schweinezucht ist im Laufe der letzten zwei Jahrzehnte überwiegend der Haltung von Pferden gewichen. Die Zahl der landwirtschaftlichen Betriebe hat sich seit 1990 nicht verringert, ist aber in den Jahren davor stark zurückgegangen (von 17 Betrieben im Jahre 1960 auf 10 Betriebe 1988).
Damit einhergehend hat sich die Anzahl der Wohnbevölkerung fast halbiert, obwohl es seit ein paar Jahren eine gegenläufige Entwicklung gibt. Dies hat in erster Linie damit zu tun, dass zuvor als Quelleinzugsgebiete für Sole geschützte Flächen als Bauland ausgeschrieben wurden und Heppen einen kleinen Bauboom erlebt.
Heppen profitiert von der Lage in direkter Nachbarschaft zur Bademetropole Bad Sassendorf. So entstanden mehrere Reiterhöfe sowie im Ortsteil Stemecke die Kurklinik Quellenhof. Der Ausbau des Wanderwegenetzes hat ebenfalls zur touristischen Aufwertung beigetragen.

## Wohnbevölkerung
- 1939 – 240
- 1946 – 255
- 1961 – 230
- 1970 – 230
- 1981 – 150
- 1986 – 134
- 1999 – 168
- 2005 – 192

## Natur
Die den Ort streifende Schledde als Hauptgewässer befindet sich durch in den 1970er-Jahren vorgenommene Begradigungen auf Hepper Gebiet in keinem naturnahen Zustand und hatte durch Überdüngung keine guten Wasserwerte. Inzwischen lässt man dem Bach wieder überwiegend freien Lauf, so dass er wieder zu mäandrieren beginnt.
Die dörflichen Freiflächen bestehen nach wie vor aus Wiesen und Weiden sowie kleineren Gehölzflächen. Mittlerweile gibt es wieder vermehrt Obstwiesen, wobei Apfel- und Birnbäume den Großteil ausmachen. Ansonsten prägen Laubbäume, v. a. Eichen, Buchen, Linden, Pappeln, Kastanien und Platanen, das Dorfbild.
Der kleine Dorffriedhof, etwas südlich des Unterdorfs, weist einen gut sichtbaren Bestand an Kopflinden auf.
Ferner gibt es im Ortskern mehrere, Gehölz umstandene Teiche und Tümpel, die ebenfalls für die früher sumpfige Landschaft der Niederbörde typisch sind.

## Politik
Ortsvorsteher ist Wilhelm Niggeschulze (CDU).

## Söhne und Töchter von Heppen
- Karl Blume (1888–1975), Politiker (CDU), Bürgermeister von Heppen
- Wilhelm Niggeschulze, Politiker (CDU) Ortsvorsteher von Heppen